# Iris (pevka)
Iris (Ošlaj), slovenska pevka zabavne glasbe, * 22. september 1986.
je po izobrazbi magistrica poslovnih ved. Iris je v glasbeni šoli deset let igrala klavir, štiri leta je pela v skupini treh deklet, imenovani Hypnotic, štiri leta se je učila solo petja pri Nuški Drašček. Kot back-vokalistka je od svojega šestnajstega leta sodelovala z drugimi glasbeniki. Rok Kosmač in Jernej Dermota sta EMI 07 Iris imela kot backvokalistko. 
Leta 2007 je podpisala pogodbo z Lendero&Co in tako se je zgodil njen debitantski nastop, na EMI 08, ko se je predstavila s pesmijo Peti element, ki jo je napisal trojec Andrej Babić, Saša Lendero in Miha Hercog. V istem letu je Iris predstavila še dve pesmi, in sicer Zdaj znam reči ne in V ljubezni ni pravil, ki sta dobili tudi vizualno podobo v obliki videospotov. Luč sveta je prav tako ugledal videospot za poletno pesem Do neba. Ne dolgo za tem je izdala pesem Kriva, za katero je tudi posnela videospot. 
Vse od takrat je Iris ustvarjala nove skladbe, mnogokrat tudi kot avtorica. Novembra 2010 izdala svoj prvi album pod naslovom Peti element.
V letu 2011 je lansirala singel A čutiš to, ki je zasedel več slovenskih lestvic, ter zanj prav tako posnela videospot. Mesec dni kasneje je izdala še angleško verzijo z naslovom Can You Feel It, ki se je predvajala tudi na italijanskih televizijah. Marca 2012 je izdala še zadnji singel iz prvega albuma, z naslovom Na izi. S sledečo pesmijo je sodelovala tudi na izboru za Pesem poletja, v sklopu oddaje Na zdravje. V koncu aprila 2012 je za to pesem predstavila tudi videospot. Iris je konec junija na radijske postaje poslala novo pesem z naslovom V tebi je.

## Peti element
Album Peti element je na prodajne police prišel novembra 2011. Na albumu je 10 skladb ter bonus angleška pesem Kiss me. Večinski del pesmi na albumu je napisala trojica Miha Herzog, Saša Lendero in Iris sama.
Za naslovno pesem Peti element je melodijo prispeval hrvaški pisec Andrej Babić, prav tako za pesem Kriva. Skladbo Božič za dva je ustvaril Damjan Pančur kot tudi pesem V ljubezni ni pravil. Svoj delež je pri pesmi Do neba prispevala slovenska pevka Manca Špik.
Album je v režiji Lendero&Co izšel pri založbi Zlati zvoki.
Seznam pesmi:
01. Peti element
02. Nisi sam
03. Zdaj znam reči ne
04. Kriva
05. Božič za dva
06. Do neba
07. Na izi
08. Sanjaš
09. Hočem več
10. V ljubezni ni pravil
11. Kiss me